# Электроугли (станция)
Электроу́гли — железнодорожная станция Горьковского направления Московской железной дороги в одноимённом городе Богородского городского округа Московской области. Входит в Московско-Курский центр организации работы железнодорожных станций ДЦС-1 Московской дирекции управления движением. По основному характеру работы является промежуточной, по объёму работы отнесена к 3 классу.
Расположена в 36 км от Курского вокзала, время движения от вокзала — около 50 минут. Названа по городу, в котором расположена.

## Описание станции
Открыта в 1861 году под названием Васильево. В 1892 году переименована в Кудиново. Существовавшее 70 лет название станции — Кудиново, было дано по расположенному в 3-х километрах севернее станции селу Кудинову. Переименование — 1963 год.
Станция состоит из двух последовательно расположенных парков: нечётный парк А и чётный парк Б. К станции примыкает 6 путей необщего пользования. 14 марта 2018 года состоялось торжественное открытие контейнерного терминала «Восточный». В этот день был принят первый контейнерный поезд. ТЛЦ «Восточный» примыкает к нечётному парку «А». Станция имеет два маневровых тепловоза. Один работает постоянно на станции, второй обслуживает ещё станции Железнодорожная и Храпуново
На станции одна островная пассажирская платформа, соединённая с городом пешеходным мостиком. С июня 2014 оборудована четырьмя турникетами, расположенными перед лестницей на пешеходный мостик. Электропоезда-экспрессы на станции не останавливаются. 

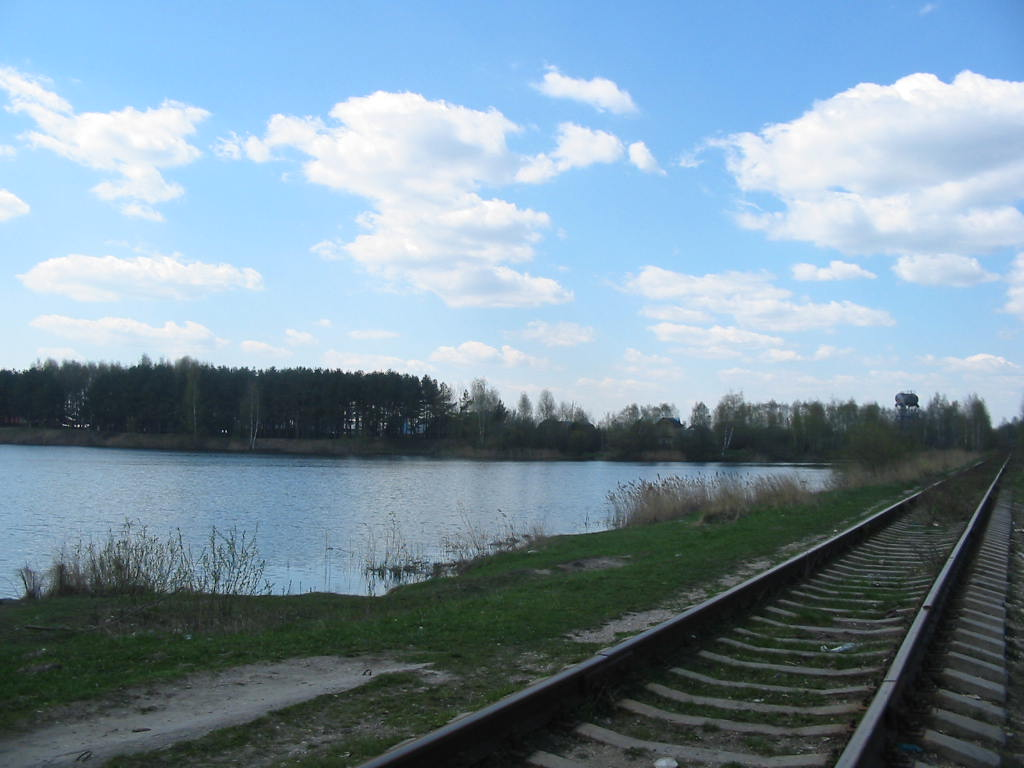
Ветка от станции Электроугли на промышленное предприятие в северо-восточном направлении (2003)

Город расположен в основном к югу от станции. Западнее станции — переезд. От станции отходят несколько веток к предприятиям города, крупнейшая ветка — на глиняный карьер в посёлке им. Воровского. Изначально длина ветки составляла более 7 км, в настоящее время в связи с прекращением разработки карьера часть путей разобрана, длина сокращена до 5,5 км.

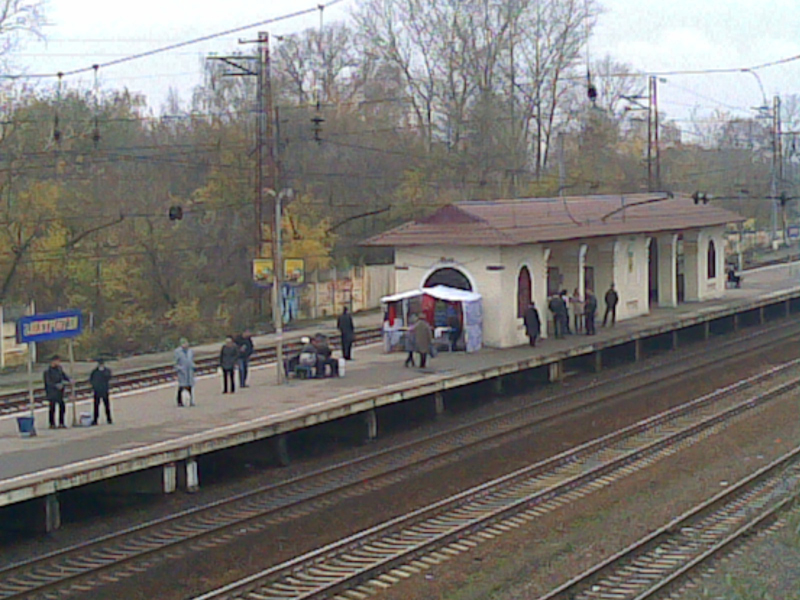
Навес на платформе
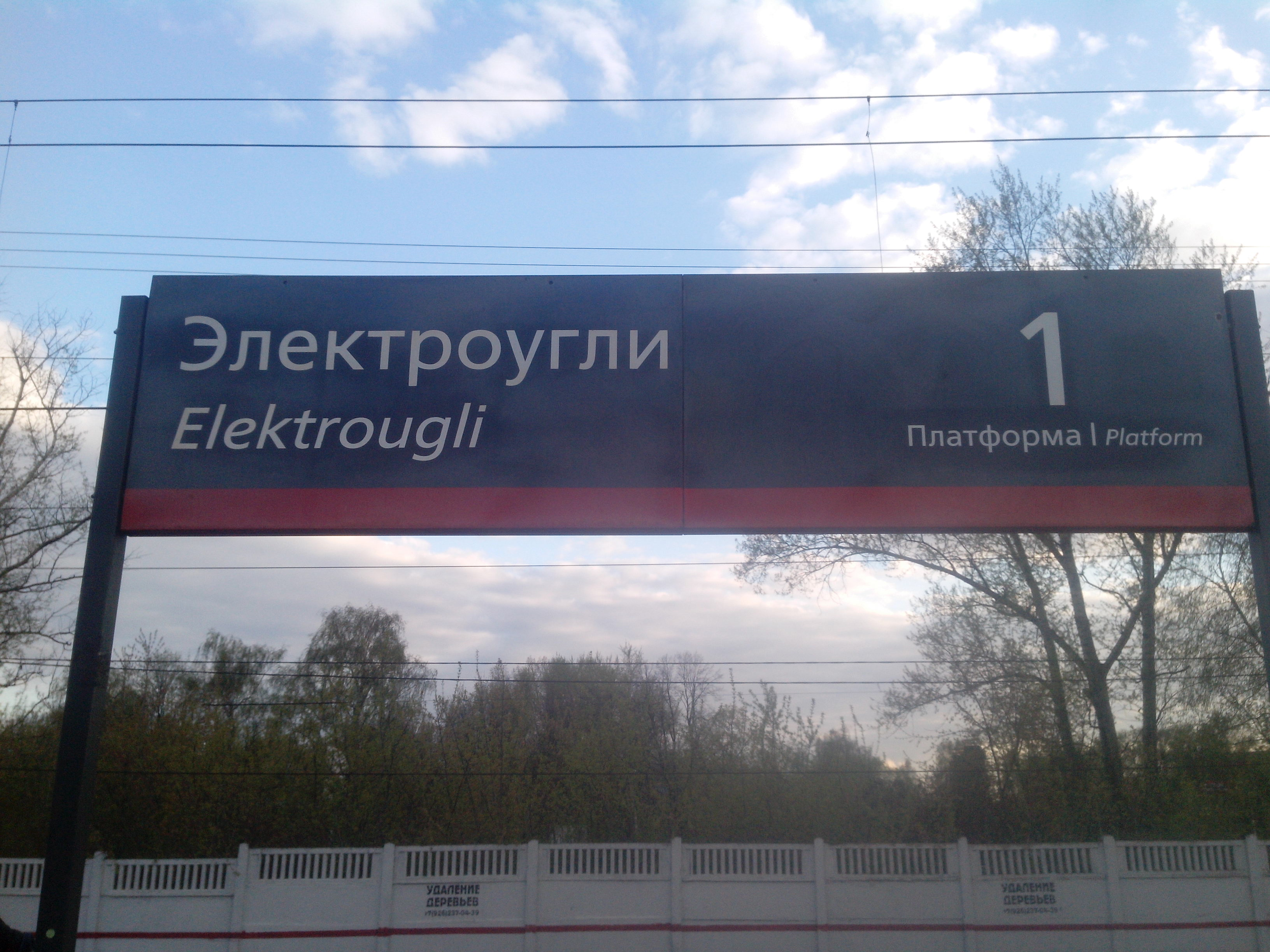
Табличка станции Электроугли
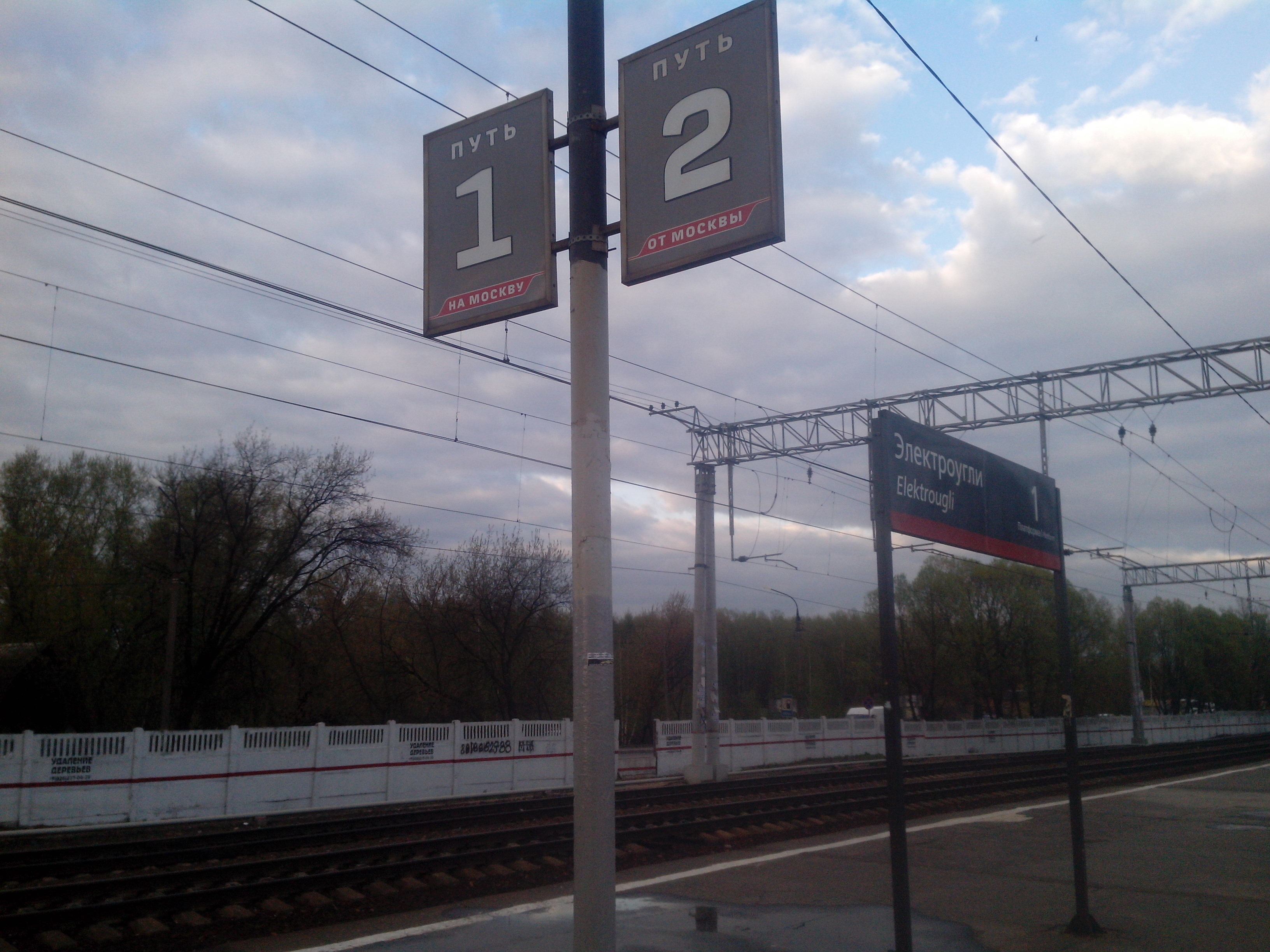
Таблички платформ
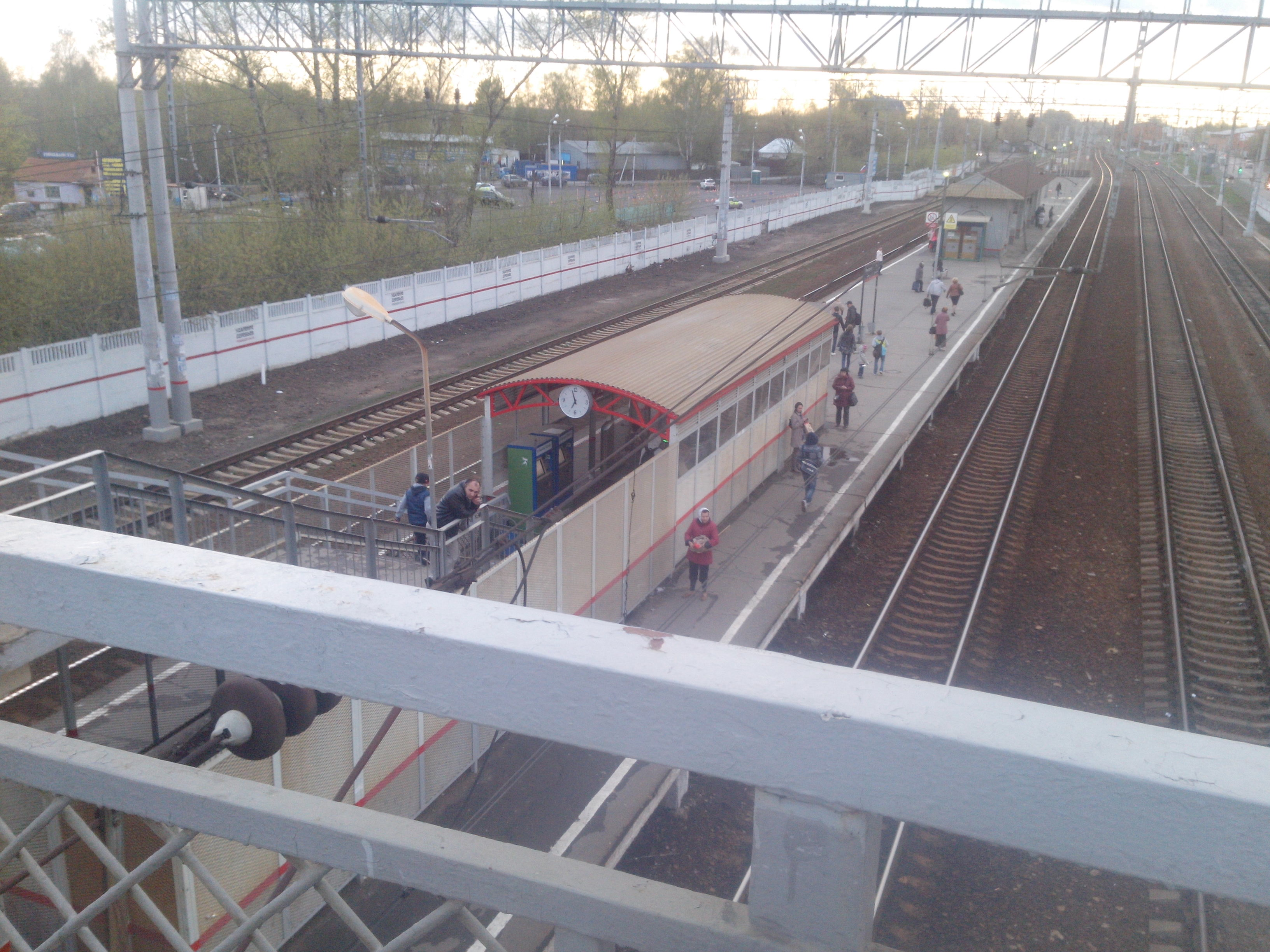
Вид на павильон с турникетами

## Пересадки
К югу от станции находится автостанция Электроугли. Там же расположена одноимённая остановка автобусов 9, 67 и 40у.
К северу расположены несколько остановок:
- автобусов 28, 29, 31, маршрутных такси 29 и 487;
- автобуса и маршрутного такси № 30.